# Anolis cybotes
Anolis cybotes – gatunek jaszczurki z rodziny Anolidae. Endemit Haiti.

## Systematyka
Gatunek ten zalicza się do rodzaju Anolis, klasyfikowanego obecnie w monotypowej rodzinie Anolidae. W przeszłości rodzaj ten zaliczany był do licznej w gatunki rodziny legwanowatych (Iguanidae).

## Rozmieszczenie geograficzne
Gad stanowi endemit Haiti. Posiada niewielki zasięg występowania na zachodnim krańcu półwyspu Tiburon w południowo-zachodniej części wyspy Haiti. Tereny te znajdują się na wysokości do 780 m n.p.m. Stwierdzenia Anolis cybotes z innych miejsc dotyczą nowych gatunków opisanych w 2019 roku przez Köhlera i współpracowników.

## Siedlisko
Jaszczurka ta występuje w szerokiej gamie siedlisk, od kserofitycznych zarośli nadmorskich po górskie lasy deszczowe, także na opuszczonych pastwiskach, w ogrodach, na terenach rolniczych i w siedliskach ludzkich.

## Zagrożenia i ochrona
W Czerwonej księdze gatunków zagrożonych IUCN Anolis cybotes jest klasyfikowany jako gatunek najmniejszej troski (LC, ang. Least Concern). Gatunek ten jest bardzo liczny.
Anolis cybotes wykazuje tolerancję na środowiska silnie zmienione przez człowieka, licznie spotykany jest nawet w wioskach.